# Brenna D'Amico
Brenna D'Amico, född 28 september 2000 i Chicago i Illinois, är en amerikansk skådespelerska och sångerska. Hon är känd för sina roller som Jane i Disney Channel Original Movie Descendants (2015), Descendants 2 (2017) och Descendants 3 (2019).

## Biografi
D'Amico föddes den 28 september 2000 i Chicago, Illinois, till föräldrarna Dave och Shannon D'Amico. Hon har en syster som heter Aubree D'Amico. 2015 dejtade D'Amico sin motspelare Cameron Boyce, men de verkar ha gjort slut 2017.

## Filmografi
- 2015 – Descendants
- 2015–2017 – Descendants: Wicked World
- 2017 – Descendants 2
- 2017 – The Middle
- 2017–2018 – Chicken Girls
- 2018 – Keys
- 2018 – Overnights
- 2018 – Code Black
- 2019 – Descendants 3
- 2019 – Adventures of Dally & Spanky
- 2020 – The Never List
- 2021 – Night Night
- 2022 – Crushed